# Морське дизельне паливо
Морське дизельне паливо (англ. Marine Diesel Oil, MDO) — це тип мазуту, який являє собою суміш газойлю та важкого мазуту, причому в морському судноплавстві використовується більше газойлю, ніж проміжного палива. Marine Diesel Oil також називають «Distillate Marine Diesel». MDO широко використовується в середньошвидкісних і середньо/високошвидкісних суднових дизельних двигунах. Він також використовується в більших низькошвидкісних і середньошвидкісних двигунах, які зазвичай спалюють залишкове паливо. Це паливо є результатом нафтопереробного заводу каталітичного крекінгу та вісбрекінгу. Судове дизельне паливо було засуджено за його шкідливий вміст сірки, тому багато країн і організацій встановили правила та закони щодо використання MDO. Завдяки нижчій ціні порівняно з більш очищеним паливом MDO користується перевагою, зокрема, у судноплавній галузі.

## Специфікація
ISO 8217 Міжнародної організації стандартів (ISO) є основним стандартом MDO.
В’язкість суднового палива становить від менше ніж один сантистокс (сСт) до приблизно 700 сСт при 50°C (122°F). (1 сСт = 1 мм2/с.) Вищі класи в’язкості попередньо підігрівають під час використання, щоб привести їхню в’язкість до діапазону, придатного для впорскування палива (від 8 до 27 сСт). Але MDO не потрібно попередньо нагрівати перед використанням. За даними Chevron, обмеження вмісту сірки в MDO варіюються від 1 до 4,5 відсотків маси для різних сортів і зон контролю викидів сірки (SECA).

## Процедура виготовлення
MDO виробляється на заводі каталітичного крекінгу та вісбрекінгу. Операція каталітичного крекінгу розбиває великі молекули на малі молекули. Це відбувається при високій температурі і з відповідним каталізатором. Вісбрекінг — це процес, який перетворює нижній продукт вакуумного блоку, який має надзвичайно високу в’язкість, у менш в’язкий товарний продукт. У вісбрекінгу виконується відносно м’яка операція термічного крекінгу. І кількість крекінгу обмежена головною вимогою щодо збереження стабільності важкого палива.

## Використання
Ринок MDO набагато менший, ніж дизель для шосе. Згідно зі статистикою продажів дизельного палива в США за 2004 рік, наданою Управлінням енергетичної інформації Міністерства енергетики США, морські перевезення займають лише 3,7% від загального ринку дизельного палива. З іншого боку, автомобільне дизельне паливо займає 59,5% продажів дизельного палива. Така невелика частка продажів MDO пояснюється високою часткою залишків нафти, завдяки чому його можна використовувати у великих суднових двигунах. Відповідно до Chevron, залишки нафти або неорганічні солі в паливі призводять до утворення відкладень на кінчику форсунки, які перешкоджають форсунці створювати бажану схему розпилення палива. Але ці низькошвидкісні великі суднові дизельні двигуни підходять для використання палива, що містить велику кількість залишків нафти.

## Примтіки
1. 1 2 3  Marine Diesel Fuel Oil (PDF). Environment Canada Oil Properties Database. Environment Canada, Emergencies Science and Technology Division. Архів оригіналу (PDF) за 18 вересня 2021. Процитовано 23 квітня 2015.
2. 1 2 3 4 5 6 7 8 9 10  Chevron. Diesel Fuels Technical Review (PDF). Chevron Global Marketing. Chevron. Архів оригіналу (PDF) за 11 квітня 2015. Процитовано 4 травня 2015.
3. 1 2 3 4 5  Everything You Need to Know About Marine Fuels (PDF). Chevron Global Marine Products. Chevron. Архів оригіналу (PDF) за 30 березня 2015. Процитовано 4 травня 2015.